# 아낙 자손
아낙 자손(히브리어: עֲנָקִים 아나킴)은 성경에 언급된 아낙의 후손들이다.
구약성경에 따르면, 아낙 자손은 가나안 땅 남부, 헤브론 근처에 살았다(창 23:2; 수 15:13). 창세기 14:5–6는 아브라함 시대에 그들이 나중에 에돔과 모압으로 알려진 지역에 거주했다고 기록한다. 이 이름은 "목걸이" 또는 "목걸이"를 의미하는 히브리어 어근에서 유래했을 수 있다. 신명기 2:11에 따르면 르바임 부족이었다.
땅을 정탐하기 위해 보내진 열두 정탐꾼 중 열 명이 묘사한 그들의 엄청난 모습은 이스라엘 백성을 두려움에 떨게 했다. 이스라엘 백성은 그들을 홍수 이전 시대의 네피림과 동일시한 것 같다. 그러나 두 정탐꾼 갈렙과 여호수아는 이에 동의하지 않았다. 일부 학자들은 다른 열 명의 보고가 과장된 것이므로 문학적으로 받아들여서는 안 된다고 본다.
성경에 따르면 여호수아는 마침내 아낙 자손을 땅에서 쫓아냈는데, 가자, 가드, 아스돗의 블레셋 성읍으로 피신한 일부를 제외하고는 모두 쫓아냈다(여호수아 11:22). 따라서 일부 학자들은 다윗이 만난 골리앗과 같은 블레셋 거인들(사무엘하 21:15-22)이 아낙 자손의 후손이라고 결론 내린다.
70인역 예레미야 47:5는 가자 파괴 후 애도하는 아낙 자손의 후손들을 언급한다.
이집트 중왕국 시대(기원전 2055-1650년)의 이집트 저주문에는 가나안의 정치적 적 목록이 언급되어 있으며, 이 목록에는 "라이 아나크" 또는 아나크 사람들로 불리는 집단이 포함되어 있다. 라이 아나크의 세 통치자는 에룸, 아비야미무, 아키룸이었다.

## 같이 보기
- 네피림